# Peterlee
Peterlee es una pequeña ciudad construida bajo la Nueva Ley de Municipios de 1946, en el condado de Durham, Inglaterra. Fundada en 1948, la ciudad Peterlee originalmente albergaba en su mayoría mineros del carbón y sus familias.
Peterlee tiene fuertes lazos económicos y comunitarios con Sunderland, Hartlepool y Durham.
- Población: 30.093 (2001)

## Ciudades hermanadas
- Nordenham, Alemania (desde 1981)

## Personas destacadas
Entre las personalidades destacadas se puede nombrar a las actrices Gina Mckee, Crissy Rock y Jan Graveson (también cantante), y al político Mark Hoban.
- Datos: Q2079502
- Multimedia: Peterlee / Q2079502